# Дан, Онироку
Онироку Дан (яп. 団 鬼六 Дан Онироку, 16 апреля 1931 — 6 мая 2011; настоящее имя: Юкихико Куройва (яп. 黒岩 幸彦)) — японский писатель

 и сценарист, прославившийся своими произведениями в жанре БДСМ. Считается «самым знаменитым автором садо-мазо романов в Японии». Многие произведения Дана были экранизированы.

## Биография
Родился в префектуре Сига 16 апреля 1931 года. В 1944 году отец Онироку Дана получил работу в Осаке и вся семья переехала туда. Дан окончил университет Квансэй Гакуин, затем переехал в Токио.
Интерес к кинематографии возник у Дана ещё в раннем возрасте, этому способствовало, что его родители владели кинотеатром. Позднее Онироку Дан утверждал, что он интересовался БДСМ ещё когда он был ребёнком, по его словам: «Мне нравилось это ещё в детском саду. Я помню, у нас была молодая воспитательница, которой было около двадцати. Больше всего в мире я хотел связать её».
Поскольку взросление Дана пришлось на период Второй мировой войны, он изучил английский язык благодаря общению с американскими военнопленными. В 1950-х годах Онироку Дан зарабатывал, переводя на японский язык английский телепередачи, например, Альфред Хичкок представляет. В 1960-х годах преподавал английский язык. Ещё работая учителем, Дан начал писать сценарии для фильмов в жанре Пинку эйга, создаваемых малым независимыми студиями. Именно в этот период Дан познакомился с актрисой Наоми Тани, которая впоследствии сыграла во многих его фильмах.
Известность Дану принёс роман «Цветок и змея». Он впервые был опубликован в журнале «Kitan Club» под псевдонимом Кётаро Ханамаки. В 1974 году по роману был снят одноимённый фильм, также на основе него было написано девять книг, в 1985—1987 годах по мотивам романа была снята серия фильмов. Фильм «Цветок и змея» был снят режиссёром Масару Конумой в 1974 году, он стал настоящим хитом и дал начало целой серии успешных фильмов, снятых в жанре «Roman Porno».
Сценарий фильма «Цветок и змея» отличался от сюжета романа. Дан считал изменения внесённые в сценарий, неверными, поэтому он отказался участвовать в создании фильма «Жена как жертва», фильм оказался ещё более успешным, чем «Цветок и змея». Позднее Онироку Дан утверждал, что сюжет фильма «Жена как жертва» был основан на написанном им романе, но по его просьбе имя убрали из титров. Режиссёр Масару Конума, впрочем, говорил, что сценарий, написанный Ёдзо Танакой, был полностью оригинальным.
Позднее Дан и студии «Nikkatsu» удалось уладить их разногласия и Дан продал студии эксклюзивные права на экранизацию своих произведений, во многих из этих фильмов снялась Наоми Тани.